# هجوم الشمال (الحرب الأهلية الإسبانية)
حرب الشمال أو هجوم الشمال أو الجبهة الشمالية هو الاسم الذي يطلق على مجموعة من العمليات والمعارك التي وقعت في مقاطعة سانتاندير (الآن قنطبرية) في قشتالة القديمة من ربيع إلى خريف 1937 بين القوات المتمردة والقوات الموالية للحكومة الجمهورية خلال الحرب الأهلية الإسبانية.
لم يكن تطور العمليات في صالح القوات الجمهورية، التي كان تسليحها أدنى بكثير من تسليح الجيش الجمهورية في المنطقة الوسطى، بالإضافة إلى انقسامها السياسي. فاستغل جيش فرانكو هذا التفوق لتحقيق نصر قلب موازين الحرب لصالحه. وفي سلسلة من العمليات العسكرية الكبرى، دمرت القوات المتمردة (بدعم عسكري قوي من فيلق كندور الألماني وفيلق الجنود المتطوعين الإيطالي) القوات الجمهورية على ساحل كانتابريا.
شملت الحملة على عدة معارك منفصلة. فأسفرت حملة الباسك عن خسارة جزء من إقليم الباسك كان تحت سيطرة الجمهورية، بالإضافة إلى بلباو أكبر مركز صناعي إسباني. شهد تلك الحملة حوادث قصف غرنيكا ودورانجو. وتسببت معركة سانتاندر في خسارة مقاطعة سانتاندير لصالح القوميين. وأدت معركة إلمازوكو إلى الاستيلاء القوميين على الجزء الذي سيطر عليه الجمهوريون في أستورياس، واستولوا على خيخون آخر معقل شمالي للجمهورية. انتهت الحملة في 21 أكتوبر 1937 بانتصار قومي حاسم وشامل. مهدت كارثة الجمهوريين في الشمال الطريق لمزيد من الهزائم حتى سقوط الجمهورية في ربيع 1939.

## مقدمة
بعد استيلاء القوميين على نافار في يوليو 1936، أعلن الجنرال مولا حرب لاهوادة ولا رحمة لأي معارضة. فبدأ بالقمع الشديد ضد أشخاص في نافار مدرجة أسمائهم على القائمة السوداء ومعهم عائلاتهم. وفي نهاية أغسطس تقدمت قوات ريجيتي، وهي ميليشيا كارلية من نافار باتجاه إرون في مهمة لعزل القوات الجمهورية في غيبوثكوا عن الحدود الفرنسية. وبعد سقوط إرون ثم سان سباستيان في 23 سبتمبر 1936 شق القوميون بقيادة الجنرال مولا طريقهم عبر غيبوثكوا وتمكنوا من عزل المناطق التي يسيطر عليها الجمهوريون في شمال إسبانيا عن الحدود مع فرنسا.
كانت المنطقة جذابة للغاية للقوميين بسبب الإنتاج الصناعي في الباسك والموارد المعدنية في أستورياس. وسيكون السيطرة على تلك المنطقة مربحًا بسبب مواردها القيمة، ويتمكن القوميون أيضًا من طرد القوات الجمهورية، ويركزوا أعدادًا كبيرة من قواتهم لفرض حرب على جبهتين. أدرك فرانكو أنه لا يمكنه دخول مدريد العاصمة بسهولة، وأنه لا يمكن كسب الحرب بسرعة. إلا أن موارد الباسك من الحديد والفحم والصلب والمواد الكيميائية كانت هدفًا مغريًا. كما كان الجمهوريون الشماليون منقسمين سياسيًا، وأضعفهم الصراع بين القوميين الباسك واليساريين. علاوة على ذلك كانت إمداداتها الرئيسية تأتي عن طريق البحر. فكشف فرانكو في 22 مارس 1937 لقادته بأن جبهة مدريد ستصبح جبهة دفاعية، وتوجيه ماأمكن من قوات نحو الشمال تحت إشراف مولا.
حاولت القوات الجمهورية تشكيل جبهة في بورونتزا. وقد استقرت الجبهة مؤقتًا على الأطراف الغربية من غيبوثكوا (إنتكسورتا) في أكتوبر 1936 بعدما مرر قانون الباسك للحكم الذاتي في مدريد، وتم تنظيم حكومة الباسك بسرعة. ومع تقدم قوات المتمردين فر عشرات الآلاف من المدنيين المذعورين من المناطق المحتلة نحو بلباو.

## اندلاع العمليات

### الحصار البحري لكانتابريا
منذ أن غزا المتمردون حدود إرون في سبتمبر 1936 كانت وسيلة الاتصال الوحيدة المتبقية للمنطقة الشمالية الجمهورية هي عن طريق البحر، وعن طريق الجو لفترة وجيزة جدًا. لن يمر هذا دون أن ملاحظة المتمردين الذين على الرغم من امتلاكهم لأسطول أصغر بكثير من أسطول الجمهوريين، إلا أنهم تمكنوا من إغلاق بحر كانتابريا؛ وكان الأسطول الجمهوري أكثر عددًا ولكنه كان أقل تنظيماً وفوق كل ذلك كان يتركز في البحر الأبيض المتوسط. مع وجود اثنتين من المدمرات والغواصات كان من المستحيل إخضاع أسطول فرانكو الصغير إلا أنه قوي، ويحتوي على البارجة القديمة إسبانيا والطرادات كناريس وألميرانتي سيرفيرا والمدمرة فيلاسكو. ومن ناحية أخرى برزت بحرية الباسك المساعدة التي تم تأسيسها مؤخرًا، وتتألف من زوارق مسلحة (تسمى بوس وهي قوارب صيد معاد تحويلها) والسفن المساعدة؛ على الرغم من أن سفن الباسك الخفيفة لم تكن كافية لمواجهة البحرية المتمردة، إلا أن شجاعتهم غير العادية عوضت عن هذا النقص.
في مارس 1937 وقعت معركة كابو ماتشيتشاكو، حيث واجهت زوارق الباسك الصغيرة المسلحة جيش المتمردين للدفاع عن سفينة تجارية (غالداميس) كانت متجهة بالمواد الحربية إلى بلباو. على الرغم من تلك المعركة الصغيرة، إلا أنه لم تكن هناك أي معارك أخرى في خليج بسكاي. بالإضافة إلى أن حصار المتمردين البحري لا يمكن تنفيذه تمامًا؛ وقد ثبت أن هذه أسطورة عندما عبرت السفن التجارية البريطانية حقول الألغام المفترضة ودون مواجهة اعتراض بارجات المتمردين الكبيرة. ومع ذلك فإن حقول الألغام شكلت تهديدًا حقيقيًا، ويتضح ذلك في غرق البارجة إسبانيا قبالة ساحل سانتاندير في 30 أبريل 1937. وبعد بضعة أشهر ومع سقوط بلباو، بدأ تشديد الحصار البحري في كانتابريا، الذي تفاقم بسبب النشاط الجوي. وهكذا بعد سقوط سانتاندير وأستورياس، كان التفوق الجوي والبحري المتمرد من النوع الذي جعل إخلاء هذه الأراضي شبه مستحيل باستثناء حالات خاصة من طرف سلطات الجمهورية.

## الحملة الجوية

### العمليات البرية
بدأت الحملة في 31 مارس بتقدم القوات المتمردة في بسكاية وقصف دورانجو، كان من المتوقع أن تكون حملة سريعة ضد ما كان من المفترض أن يكون غير منظم وقوات جمهورية مسلحة بشكل سيئ. انتهى بدء العمليات بالانقسام إلى ثلاث مراحل:
- هجوم فيزكايا (31 مارس - 1 يوليو): منذ بداية أبريل تم تنفيذ العمليات التي سعت إلى احتلال المقاطعة والعاصمة بلباو ومركز صناعي كبير. وفي 3 يونيو قتل الجنرال مولا المخطط الرئيسي للعملية، بعد تحطم طائرته التي كانت تقله على قمة جبل بالقرب من برغش.[9] ومع ذلك فإن مقتله لم يؤثر على العمليات وفي 19 يونيو سقطت بلباو بعد قتال عنيف، تلاها غزو المقاطعة في الأيام التالية.[9] كان من المقرر أن يستمر الهجوم على سانتاندير على الفور، لكن هجوم الجمهوريين في برونيت أوقف جميع العمليات في الشمال.
- معركة سانتادير (14 أغسطس - 2 سبتمبر): بعد سقوط بلباو، قررت الحكومة الجمهورية شن هجوم ضد برونيت لوقف الهجوم القومي في الشمال يوم 6 يوليو، ولكن في يوم 25 يوليو انتهى الهجوم. كانت معنويات القوات الجمهورية في كانتابريا منخفضة، ولم يرغب جنود الباسك في التوقف عن القتال. وفي 14 أغسطس شن القوميون هجومهم على كانتابريا بـ 90,000 جندي (25,000 منهم إيطاليون) مع 200 طائرة من جيش الشمال. وفي 17 أغسطس احتل الإيطاليون ممر إل سكودو وطوقوا 22 كتيبة جمهورية في كامبو كانتابريا. وفي 24 أغسطس استسلمت قوات الباسك للإيطاليين في سانتونيا، وهربت القوات الجمهورية من سانتاندير. وفي 26 أغسطس احتل الإيطاليون سانتاندير، وفي 1 سبتمبر احتل القوميون جميع أنحاء كانتابريا تقريبًا. وقد أسروا 60 ألف جندي، وهو أكبر عدد خلال الحرب.[10]
- هجوم أشتوريا (1 سبتمبر - 21أكتوبر):